# 双色异齿鳚
双色异齿鳚（学名：Ecsenius bicolor），又稱雙色鳚，为輻鰭魚綱鳚形目鳚科的其中一種，俗名二色無鬚䲁、雙色花跳。种名 bicolor 意为“二色的”。

## 分布
本魚分布于印度太平洋區，包括馬爾地夫、斯里蘭卡、緬甸、日本、台湾、泰國、越南、菲律賓、印尼、澳洲、聖誕島、可可群島、斐濟、馬紹爾群島、吉里巴斯、馬里亞納群島、密克羅尼西亞、東加、萬那杜、帛琉等海域。该物种的模式产地在緬甸的Saddle群岛。

## 深度
水深1至25公尺。

## 特徵
本魚通常只能看見前半身，因為金黃色的後半身常藏於岩石或底沙中。額部有鬚狀觸鬚，獨特的背鰭和魚體一樣長，產卵期時雄魚體色變成紅色，有白色斑紋，產卵後又變成深藍色，有淺色斑塊。背鰭硬棘11至12枚；背鰭軟條15至18枚；臀鰭硬棘2枚；臀鰭軟條17至21枚，體長可達11公分。

## 生態
本魚棲息在臨海的珊瑚礁的潟湖中，通常躲藏於岩石或底沙，只露出上半身，屬雜食性。

## 經濟利用
本魚為觀賞魚，適合單養。